# 中国驻柬埔寨大使馆
中华人民共和国驻柬埔寨王国大使馆，简称中国驻柬埔寨大使馆，是中华人民共和国驻柬埔寨的外交代表机构，位于金边市毛泽东大道156号（No.156, Mao Tse Toung Blvd., Phnom Penh）。

## 机构设置
根据有关规定，中国驻柬埔寨大使馆设置下列机构：

### 内设机构
- 政治处
- 执法合作处
- 新公处
- 经商处
- 武官处
- 领侨处
- 办公室

### 领事办公室
- 中国驻柬埔寨大使馆驻暹粒领事办公室
- 中国驻柬埔寨大使馆驻西哈努克领事办公室